# سنت‌های عروسی اوکراینی
سنت‌های عروسی اوکراینی، شامل آداب و رسوم ازدواج سنتی در فرهنگ اوکراینی، هم در اوکراین و هم در جوامع اوکراینی دور از وطن است. مراسم عروسی سنتی اوکراینی دارای مجموعه ای غنی از موسیقی محلی و آواز، رقص، و هنرهای تجسمی بود که آیین‌های آن به دوران پیش از مسیحیت بازمی‌گردد. با گذشت زمان، سنت‌ها و نمادهای بت‌پرستان باستان در سنت‌های مسیحی ادغام شدند.

## آداب و رسوم سنتی عروسی

### نامزدی
روز ایوان کوپالا – در آستانه جشنِ روز ایوان کوپالا، مردم روستا در جنگل‌ها پرسه می‌زنند تا به دنبال گل پاپوروت (سرخس نر) باشند، یک گل دست نیافتنی و جادویی که ثروت زیادی به ارمغان می‌آورد. زنان مجرد با تاج‌گل اوکراینی اولین کسانی هستند که وارد جنگل می‌شوند؛ آن‌ها توسط مردان جوان دنبال می‌شوند. اگر دختری با مرد جوانی که تاج‌گل او را بر سر دارد بیرون بیایند، نامزد می‌کنند.
پرداخت فدیه – داماد باید به خانۀ والدین عروس برود و برای گرفتن عروسش فدیه بدهد. ساقدوش‌ها عروس را از «دزدیده شدن» بدون فدیه محافظت می‌کنند. ابتدا داماد چیزی با ارزش، معمولاً پول یا جواهرات برای عروس ارائه می‌دهد؛ والدین عروس، زن یا مردی را که لباس عروس و حجاب پوشیده‌ است بیرون می‌آورند تا داماد چهرۀ او را نبیند. وقتی داماد متوجه می‌شود که عروس او نیست، عشق واقعی‌اش را طلب می‌کند و خانواده به دلیل ارزشمند بودن او، فدیۀ بزرگ‌تری می‌خواهند. پس از مذاکره و تفاهم دربارۀ میزان فدیه، خانوادۀ عروس، او را به داماد تقدیم می‌کنند.
اگر پدر و مادر عروس، جلوی در با کدو حلوایی به استقبال داماد بیایند، به این معناست که پیشنهاد ازدواج او نه از سوی عروس و نه از سوی خانواده او پذیرفته نشده‌ است و کدو برای آن است که از آنجا دست خالی نرود.
بلاهوسلوونیا – این یک تبرک آیینی عروس و داماد توسط والدینشان است. معمولاً کمی قبل از مراسم عروسی برگزار می‌شود. عروس و داماد در خانۀ خود به همراه پدر، مادر، پدربزرگ و مادربزرگشان این مراسم را انجام می‌دهند. هنگامی که داماد به خانۀ عروس می‌رسد، پس از اینکه برای عروسش فدیه می‌دهد، عروس و داماد با هم این مراسم را در حضور پدر و مادر خود انجام می‌دهند. در مراسم تبرک به هم پیوستن، بزرگ‌تر خانواده (استاروستا) ابتدا از والدین زوج می‌خواهد که روی نیمکت بنشینند. پس از نشستن، یک پارچۀ گل‌دوزی شدۀ روشنیک بلند، روی دامن آن‌ها می‌گذارند و به همه یک قرصِ نان عروسی می‌دهند. استاروستا متنی تشریفاتی مانند این را می‌خواند: «همان‌طور که این دو کودک در برابر مادر خود، در برابر پدر خود، در برابر عموهای خود، در برابر والدین تعمیدی خود ایستاده‌اند؛ شاید به حرف یکی از شما گوش نداده‌اند، از شما می‌خواهم که آن‌ها را ببخشید و برکت دهید.» در زبان اوکراینی، کلمۀ پروشانیا برای توصیف بخشیدن گناهان شخصی و همچنین خداحافظی از آن‌ها استفاده می‌شود. سپس اعضای خانواده «بیه سویاتیی» (خداوند متعال شما را ببخشد و برکت دهد) را سه بار تکرار می‌کنند. سپس زن و شوهر به والدین خود تعظیم می‌کنند و صورت، دست و پای آن‌ها را می‌بوسند. این تبرک سه مرتبه انجام می‌شود. این آیین نماد بخشش گناهان و برکت ازدواج از سوی والدین است.

### مراسم

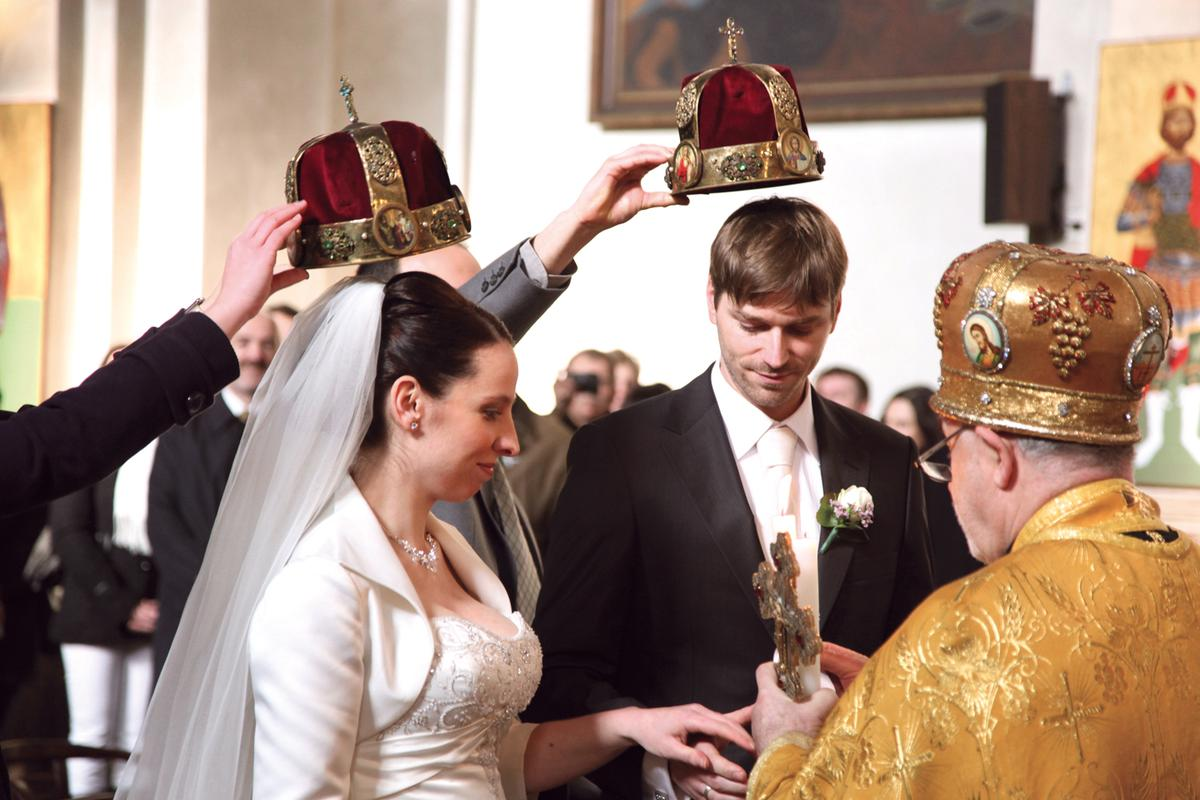
مراسم مدرن عروسی کلیسای ارتدکس شرقی، مراسم تاج‌گذاری

زن و شوهر پیش از این‌که سوگند پیمان خود را بپذیرند، روی یک روشنیک قدم می‌گذارند. به‌ عقیدۀ سنتی، کسی که اولین قدم را بر روی پارچه بگذارد، در طول ازدواج، حرف آخر را می‌زند.
در مراسم تاج‌گذاری در عروسی سنتی، تاج‌گل (وینوک) عروس با یک اوچیپوک و نامیتکا (نوعی پوشش سر) جایگزین می‌شود که موهای او را می‌پوشاند و نشان می‌دهد که او اکنون ازدواج کرده‌ است. داماد نیز با یک کلاه تاج‌گذاری می‌شود که نمادی از پذیرش مسئولیت او به عنوان یک مرد است.

### وسلیا
جشن عروسی می‌تواند روزها و گاهی هفته‌ها با رقص، آواز، باده نوشی‌های طولانی و ضیافتی که کل جامعه را در بر می‌گیرد، طول بکشد.

### ویژگی‌ها
- روشنیک – یک پارچۀ تشریفاتی بلند، با گل‌دوزی اوکراینی است. روشنیک‌ها بخش مهمی از مراسم هستند و معنای نمادینی دارند. آن‌ها اغلب بخشی از جهیزیه عروس هستند و بر روی آن‌ها پرنده دوزی شده‌است که نشان دهنده زوج عروسی است.[۱]
- سواشکی – یک گروه کُر زنانه است که در مراسم عروسی آواز می‌خوانند.
- کوروای – نان تشریفاتی و نمادین عروسی است. به‌ طور سنتی این نان گرد بزرگی بود که از آرد گندم پخته می‌شد و با پرچم‌ها و پیکره‌های نمادین مانند خورشید، ماه، پرندگان، حیوانات و مخروط‌های کاج تزئین می‌شد؛[۲] و به عنوان تبرک به عروس و داماد داده می‌شد.[۳]
- تاج‌های مورد یا پروانش.
- نان و نمک.
- دست‌بستن (عملی سنتی که در آن یک زوج بدون تشریفات، معمولاً به این منظور ازدواج می‌کنند که بعداً با یک مقام رسمی ازدواجشان ثبت شود).

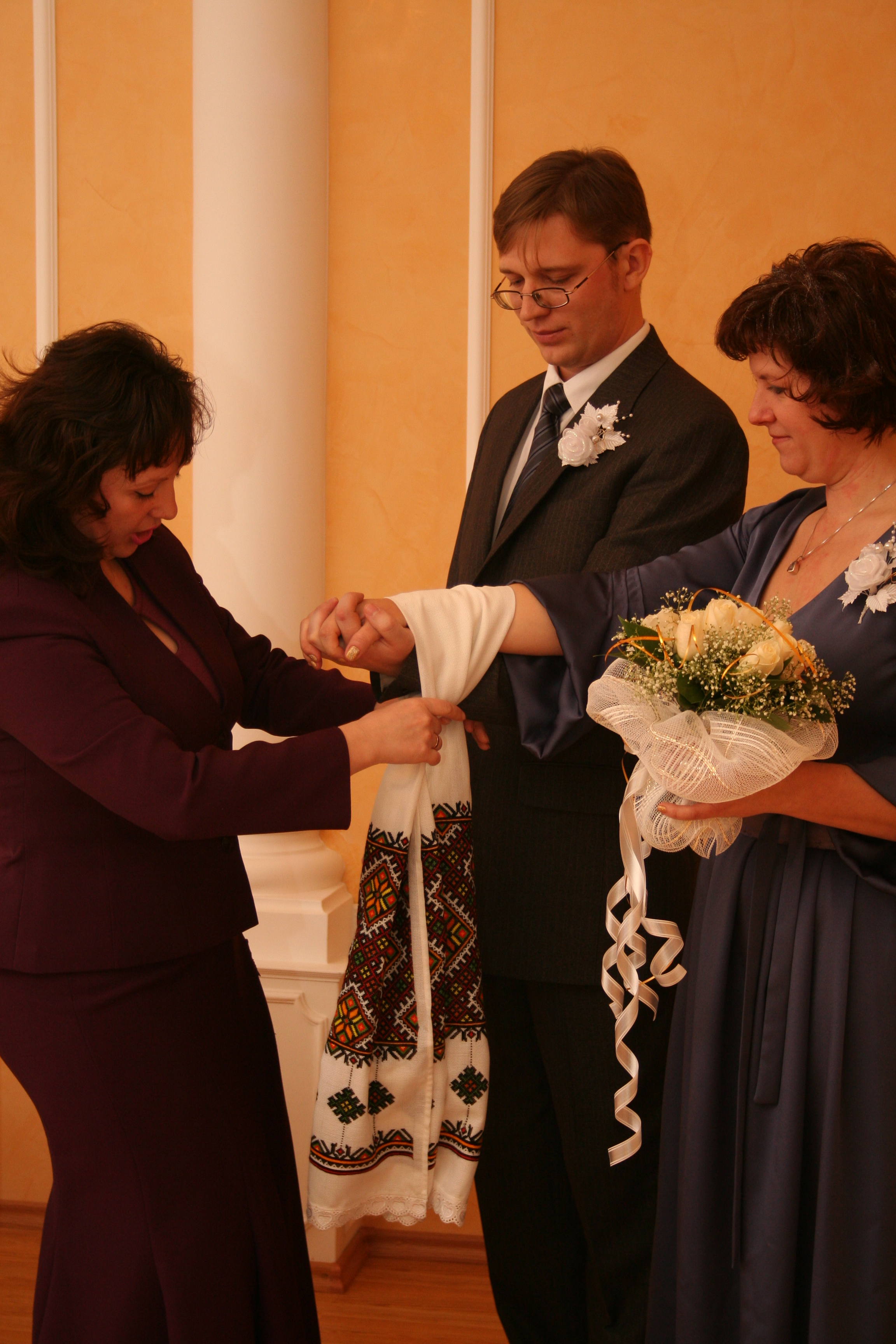
دست‌بستن در مراسمی مدنی

## آهنگ‌های سنتی
- هوریلا سوسنا، پالالا (کاج می سوخت، در شعله‌های آتش بود).
- بژولی (زنبورها، بال‌های طلایی).
- نسه هالیا وُدو (هلن آب را حمل می‌کند).
- بایلا منه ماتی (مادر داشت مرا می‌زد).
- اوی و ویشنومو سادو (های، کنار باغ گیلاس).
- آ کالاینا نه وربا (با این حال رُز گولدر، بید نیست).
- اوی نا هوری دوا دوبکی (های، روی تپه دو بلوط است).

## مکان‌ها
- کلیسا
- مدنی

## مراسم خاکسپاری
زنان جوانی که مجرد می‌میرند در برخی مناطق با لباس عروس دفن می‌شوند. بیشترین پیروی از دین در اوکراین، ارتدکس شرقی است و وقتی صحبت از مراسم خاکسپاری می‌شود قوانین سختگیرانه‌ای دارد. ایام عزاداری بسیار مهم هستند و چون اعتقاد بر این است که روح انسان ۴۰ روز در زمین سرگردان است، مراسمی برای ادای احترام به مردگان وجود دارد. اعتقاد بر این است که در روز سوم روان از بدن خارج می‌شود، در روز نهم روح از بدن خارج می‌شود و در روز چهلم بدن نیز شروع به مردن می‌کند. یکی از مهم‌ترین و جالب‌ترین بخش‌های تشییع جنازۀ اوکراینی، آماده‌سازی بدن است که شامل شستن بدن برای رهایی از گناهان دنیوی است، اما این کار بیشتر توسط خانواده و دوستان انجام می‌شود، زیرا در سنت‌های اوکراینی، خانواده باید تا آخر از عزیزان مراقبت کنند. گام بعدی پوشاندن لباس تمیز و سفید به مرده به عنوان نماد پاکی است. سپس جسد را درون تابوت و در خانۀ خانواده گذاشته و چند روز استراحت می‌دهند. بعد بیداری می‌آید که شب قبل از تشییع جنازۀ واقعی انجام می‌شود و تمام شب طول می‌کشد. در این شب دوستان و خانواده در خانه جمع می‌شوند و برای آن مرحوم عزاداری می‌کنند.

## عروسی در ادبیات
- ناتالکا پولتاوکا (به اوکراینی: Наталка Полтавка، ناتالکا از پولتاوا) نمایشنامه‌ای اوکراینی نوشتۀ ایوان کوتلیارفسکی است.
- عروسی اوکراینی (به اوکراینی: Українcькe Beciлля، به روسی: Ukrainskaya svad'ba) اولین بار در سال ۱۸۵۱ میلادی با حضور سمن هولاک-آرتموفسکی در نقش پدرزن اجرا شد.